# Nikolai Albertowitsch Fuchs
Nikolai Albertowitsch Fuchs (russisch Николай Альбертович Фукс; * 31. Julijul. / 12. August 1895greg. in Landwerau; † 10. Oktober 1982 in Moskau) war ein russischer Physikochemiker und Hochschullehrer.

## Leben
Fuchs wurde in Landwerau geboren, wo seine Eltern ihren Sommerurlaub verbrachten. Der Vater Albert Lwowitsch Fuchs (1857–1938) war ein bekannter Moskauer Rechtsanwalt, zu dessen Mandanten Pjotr Iljitsch Tschaikowski und die Botschaften der USA und des Vereinigten Königreichs gehörten. Die Mutter Anna Iossifowna Fuchs war Hausfrau. Nikolai Fuchs war der jüngste von vier Söhnen neben einer Schwester. Nikolai hatte wie zwei seiner Brüder das absolute Gehör. Einer spielte Violoncello, der Zweite Bratsche, Nikolai Violine und der Vater Klavier. Aufgrund Nikolais Musiktalents glaubten alle und auch er selbst, dass er Musiker werden würde. Die Söhne hatten Musikunterricht bei den besten Lehrern und lernten Französisch und Deutsch. Alle Kinder  hatten einen Hochschulabschluss.
1913 begann Nikolai Fuchs das Studium am Moskauer Handelsinstitut in der handelstechnologischen Abteilung, das er 1917 als Handelsingenieur 1. Ranges abschloss. Seine wissenschaftliche Tätigkeit begann 1916 im privaten physikalischen Laboratorium in Pjotr Nikolajewitsch Lebedews Wohnung unter der Leitung Pjotr Petrowitsch Lasarews. Die Oktoberrevolution und der Russische Bürgerkrieg unterbrachen seine wissenschaftliche Tätigkeit, so dass er nun als Ingenieur an verschiedenen Stellen arbeitete und eine Zeit lang als Heizer auf Lokomotiven fuhr.
Ab 1930 lehrte Fuchs Chemie und Physik am 2. Moskauer Chemisch-Technologischen Institut, das 1933 die Militärakademie für Chemische Verteidigung wurde. Am Lehrstuhl für Kolloidchemie untersuchte er das kapillare Gleichgewicht an der Grenze zweier Flüssigkeiten und einer Dampfphase. Er entwickelte eine Methode der Oberflächenuntersuchung mit der Taupunkt-Methode. Er untersuchte den Wachstumsprozess zweidimensionaler Kristalle bei der Kondensation von Dampf auf einer Oberfläche.
1932 organisierte Fuchs auf Einladung Alexei Nikolajewitsch Bachs und Alexander Naumowitsch Frumkins im Moskauer Karpow-Forschungsinstitut für Physikalische Chemie (NIFChI, jetzt Rosatom angegliedert) das erste Laboratorium für Aerosole in der UdSSR, das sein Lebenswerk wurde. Da die Aerosolforschung noch am Anfang stand, entwickelte er als erstes eine Methode für Präzisionsmessungen der Größe und Ladung von Aerosolpartikeln, die er dann für ausgedehnte Messreihen benutzte. Er untersuchte die Bildungsmechanismen der Aerosole und die Bildung einer neuen Phase. Der Schwerpunkt seiner wissenschaftlichen Arbeit war die Bildung und Kinetik der Aerosolsysteme. 1934 präsentierte er eine Theorie der Kondensation und Koagulation von Aerosolpartikeln. 1937 entwickelte er zusammen mit Natalija Dmitrijewna Rosenblum und Igor Wassiljewitsch Petrjanow-Sokolow eine Methode zur Präparation ultrafeiner Polymerfasern. Mit aktiver Beteiligung Petrjanow-Sokolows wurden später ultrafeine Fasermatten für Schwebstofffilter industriell produziert, die weltweit als Petrjanow-Filter bekannt wurden.
1936 hatte Fuchs die Englisch-Lehrerin Marina Semjonowna Gussewa (1904–1991) geheiratet, deren Vater Semjon Michailowitsch Gussew Ingenieur der Elektrifizierungsgruppe der Moskauer Eisenbahn war. 1937 wurde ihr Sohn Michail Nikolajewitsch geboren.
Vor der für den 24. April 1937 vorgesehenen Verteidigung seiner Doktor-Dissertation wurde Fuchs in der Nacht vom 21. zum 22. April 1937 verhaftet und ins Moskauer Butyrka-Gefängnis des NKWD gebracht als Opfer des Großen Terrors. Der Grund war die Denunziation seines Stellvertreters, der unter der Leitung von Fuchs seine Kandidat-Dissertation verteidigt hatte. Am 4. Juni 1937 verurteilte ihn die NKWD-Troika wegen seiner Kontakte zu Kollegen in Deutschland zu 5 Jahren Lagerhaft, wie er im Juli 1937 seiner Frau auf einer Postkarte aus Kotlas mitteilte. Er kam nach Workuta zur Arbeit im Kohlebergwerk. Nach einigen Monaten kam er zurück nach Moskau in die Scharaschka, ein gefängnisartiges  Forschungsinstitut und Konstruktionsbüro des NKWD. Fuchs arbeitete in einem geheimen chemischen Laboratorium und teilte einige Zeit die Zelle mit dem Virologen Lew Alexandrowitsch Silber. Am 4. Januar 1938 wurde Fuchs’ 84-jähriger Vater Albert Lwowitsch Fuchs verhaftet, am 28. März 1938 vom Militärkollegium des Obersten Gerichts der UdSSR wegen Beteiligung an einer konterrevolutionären terroristischen Organisation zum Tode verurteilt, am selben Tag in Kommunarka erschossen und am 21. Januar 1958 durch Urteil des  Obersten Gerichts der UdSSR rehabilitiert. Nach Beginn des Deutsch-Sowjetischen Krieges wurde das chemische Laboratorium des NKWD 1941 nach Sibirien evakuiert und 1944 nach Moskau zurückgebracht. Die Strafe von Fuchs war auf 8,5 Jahre verlängert worden. Am 29. Oktober 1945 wurde Fuchs mit dem Verbot des Aufenthalts in Moskau freigelassen.
Im November 1945 wurde Fuchs Leiter des physikalischen Laboratoriums im abgeschlossenen Forschungsinstitut NII-862 für angewandte Chemie in Sagorsk. Im November 1946 wurde er wissenschaftlicher Seniormitarbeiter im Samoilow-Forschungsinstitut für Dünger, Insektizide und Fungizide in Tscherepowez. Im Februar 1947 verteidigte er seine Doktor-Dissertation und wurde zum Doktor der chemischen Wissenschaften promoviert. Im August 1949 wurde er Laboratoriumsleiter des Zentralen Forschungsinstituts für Desinfektion des Gesundheitsministeriums der UdSSR in Moskau. Infolge der Kampagne gegen den Kosmopolitismus verschärften sich wieder die Aufenthaltsbedingungen, so dass Fuchs das Moskauer Gebiet (Radius 200 km) verlassen musste. Er zog in ein 200 km von Moskau entferntes Dorf und arbeitete weiter an der Mechanik der Aerosole. Später zog er nach Kaschin. Ab 1951 arbeitete er im Landwirtschaftsinstitut in Stawropol. Nach Stalins Tod wurde er im April 1953 amnestiert und erhielt einen uneingeschränkten Pass, so dass er nach Moskau zu seiner Familie zurückkehrte.
1958 wurde Fuchs vollständig rehabilitiert und im Karpow-Institut wieder eingestellt, so dass er das von ihm gegründete Laboratorium erneut leitete (bis zu seinem Tode). Die theoretische Behandlung der Aerosole wurde vertieft. Zusammen mit A. G. Sutugin entwickelte er die weltweit benutzte Fuchs-Sutugin interpolation formula. Fuchs veröffentlichte eine Reihe von grundlegenden Arbeiten zur elektrischen Ladung von Aerosolpartikeln, zur Chromatographie zusammen mit Igor Wassiljewitsch Petrjanow-Sokolow und zur Theorie der Filtration zusammen mit A. A. Kirsch. Fuchs war Mitherausgeber des Journal of Aerosol Science.
Nach Fuchs’ Tod wurde die Straße am 1981 neu erbauten Fraunhofer-Institut für Toxikologie und Aerosolforschung (ITA) in Hannover die Nikolai-Fuchs-Straße. Die International Aerosol Research Assembly (IARA) verleiht auf der alle 4 Jahre stattfindenden International Aerosol Conference den Fuchs Memorial Award, den 2002 der Leiter des von Fuchs gegründeten Laboratoriums A. A. Luschnikow erhielt (zusammen mit Kikuo Okuyama).

## Ehrungen
- Verdienter Wissenschaftler der RSFSR
- Orden des Roten Banners der Arbeit